# Relevo para un pistolero
Relevo para un pistolero ist ein früher Eurowestern aus dem Jahr 1964. Der Spanier Rámon Torrado inszenierte den im deutschen Sprachraum nicht gezeigten Film.

## Handlung
1862, Arizona Town: Ein junger Mann aus Boston trifft ein; Edwin ist auf der Suche nach dem bekannten Pistolenhelden Lightning, der allerdings vor Jahren die Waffe an den Nagel gehängt hat. Er ist der Sohn eines alten Freundes, der Lighnings Hilfe benötigt, um in der Stadt sein Geschäft zu installieren. Bald bekommt er Ärger mit dem stadtbekannten Miesling Jake, der mit allen Bewohnern unfein umgeht. Lighting lehrt nach einigem Zögern Edwin den Umgang mit der Waffe, damit dieser einem Zweikampf mit Jake gewachsen ist. Als dies klappt, bemerkt Edwin die Macht, die ihm sein perfekter Umgang mit der Waffe verleiht. Lightning selbst muss wieder aktiv werden, um dem Problem Herr zu werden, was ihm schließlich gelingt.